# Mikko Vilmunen
Mikko Vilmunen (Lempäälä, 23 agosto 1980) è un ex calciatore finlandese, di ruolo portiere.

## Carriera
Cominciò la carriera con la maglia dello Haka, per poi passare agli irlandesi del Drogheda United. Nel 2008 firmò per i norvegesi dell'Alta, club militante in Adeccoligaen. Esordì in squadra il 31 agosto, nel pareggio per 2-2 sul campo del Sandnes Ulf.
Successivamente ha giocato per il KuPS e, nel 2012, per il RoPS.

## Palmarès

### Club

#### Competizioni nazionali
- Campionato finlandese: 2

Haka: 2000, 2004
- Coppa di Finlandia: 3

Haka: 2002, 2005
RoPs: 2013
- Campionato irlandese: 1

Drogheda United: 2007

#### Competizioni internazionali
- Setanta Sports Cup: 2

Drogheda United: 2006, 2007